# Bedwell Harbour
Pour les articles homonymes, voir Bedwell.
Bedwell Harbour est une localité située dans la province de la Colombie-Britannique, dans les Îles Pender.